# MTV Video Music Award al video dell'anno
L'MTV Video Music Award al video dell'anno (MTV Video Music Award for Video of the Year) è un premio assegnato annualmente a partire dal 1984 nell'ambito degli MTV Video Music Awards.

## Vincitori e candidati

### Anni 1984
- 1984[1]
  - The Cars - You Might Think
  - Herbie Hancock - Rockit
  - Michael Jackson - Thriller

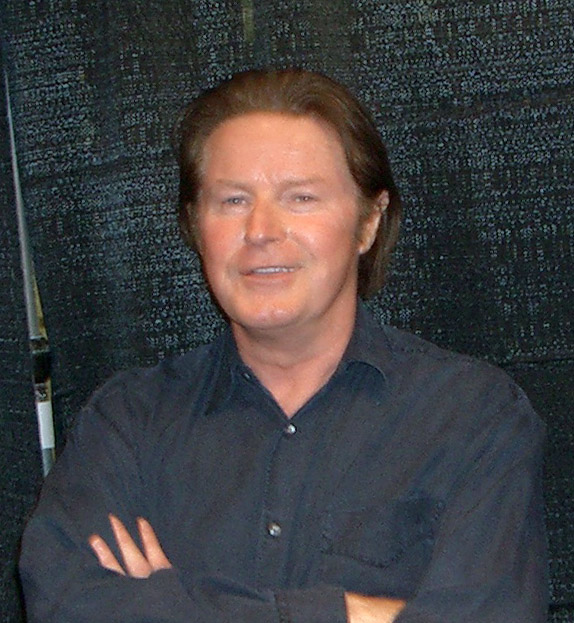
Don Henley, vincitore nel 1985.

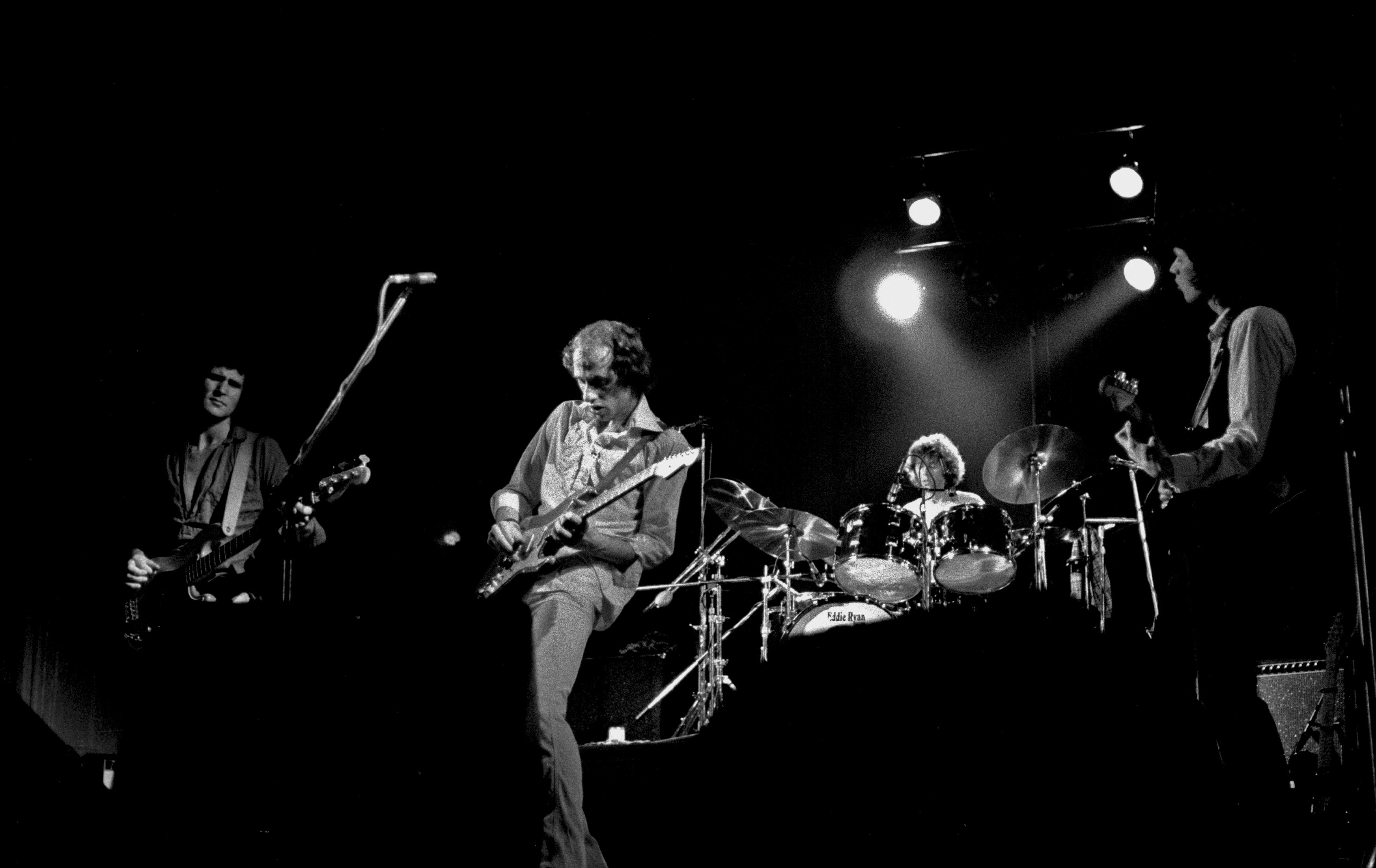
Dire Straits, vincitori nel 1986

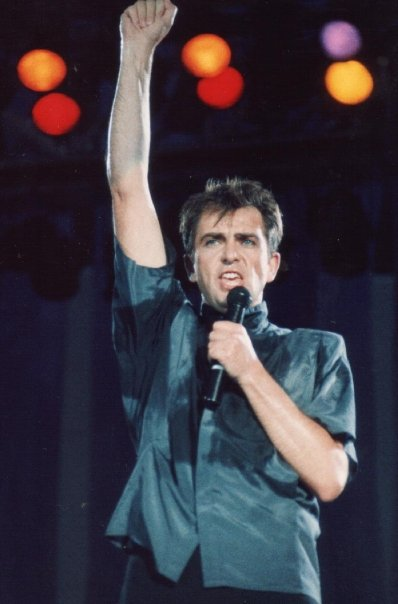
Peter Gabriel, vincitore nel 1987

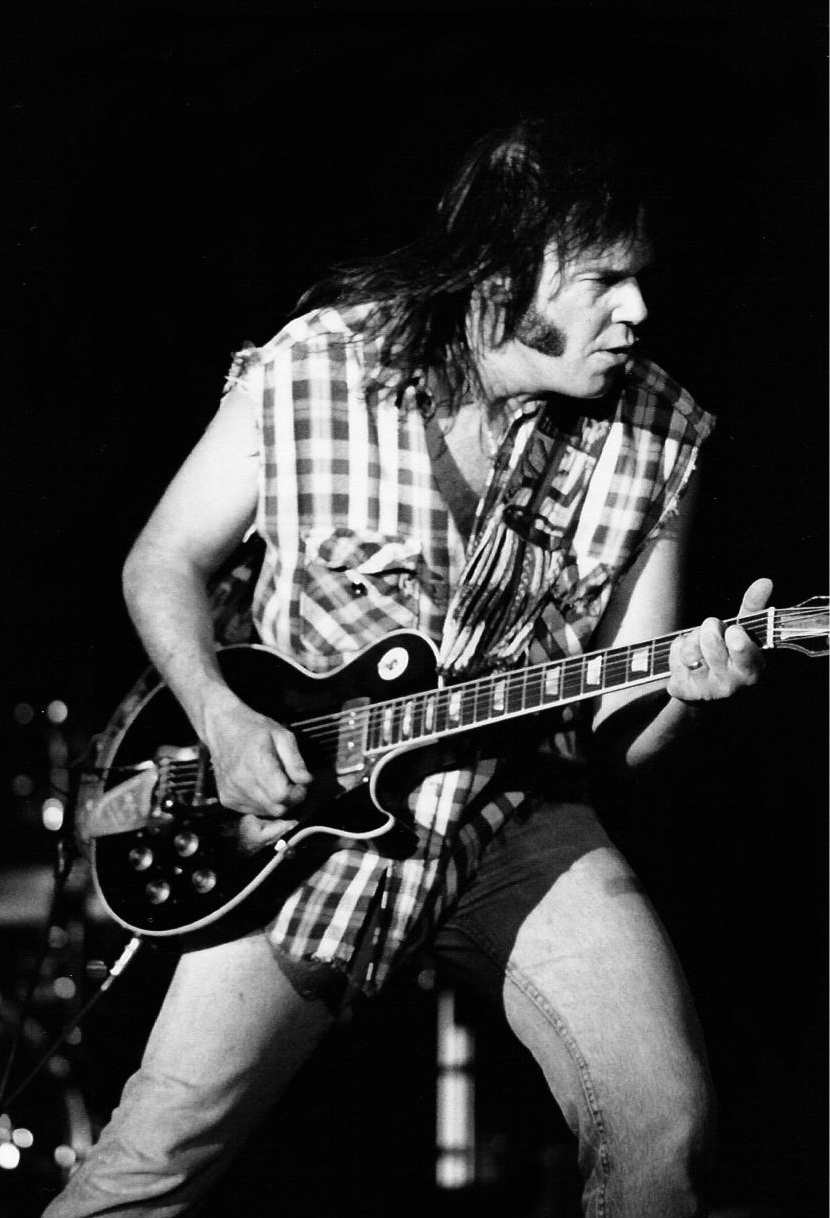
Neil Young, vincitore nel 1989.

  - Cyndi Lauper - Girls Just Want to Have Fun
  - The Police - Every Breath You Take
- 1985[2]
  - Don Henley - The Boys of Summer
  - Tom Petty and the Heartbreakers - Don't Come Around Here No More
  - David Lee Roth - California Girls
  - David Lee Roth - Just a Gigolo/I Ain't Got Nobody
  - USA for Africa - We Are the World
- 1986[3]
  - Dire Straits - Money for Nothing
  - a-ha - Take on Me
  - Godley & Creme - Cry
  - Robert Palmer - Addicted to Love
  - Talking Heads - Road to Nowhere
- 1987[4]
  - Peter Gabriel - Sledgehammer
  - Genesis - Land of Confusion
  - Paul Simon - The Boy in the Bubble
  - U2 - With or Without You
  - Steve Winwood - Higher Love
- 1988[5]
  - INXS - Need You Tonight e Mediate
  - George Harrison - When We Was Fab
  - Bruce Springsteen - Tunnel of Love
  - U2 - I Still Haven't Found What I'm Looking For
  - U2 - Where the Streets Have No Name
- 1989[6]
  - Neil Young - This Note's for You
  - Fine Young Cannibals - She Drives Me Crazy
  - Michael Jackson - Leave Me Alone
  - Madonna - Like a Prayer
  - Steve Winwood - Roll with It

### Anni 1990
- 1990[7]

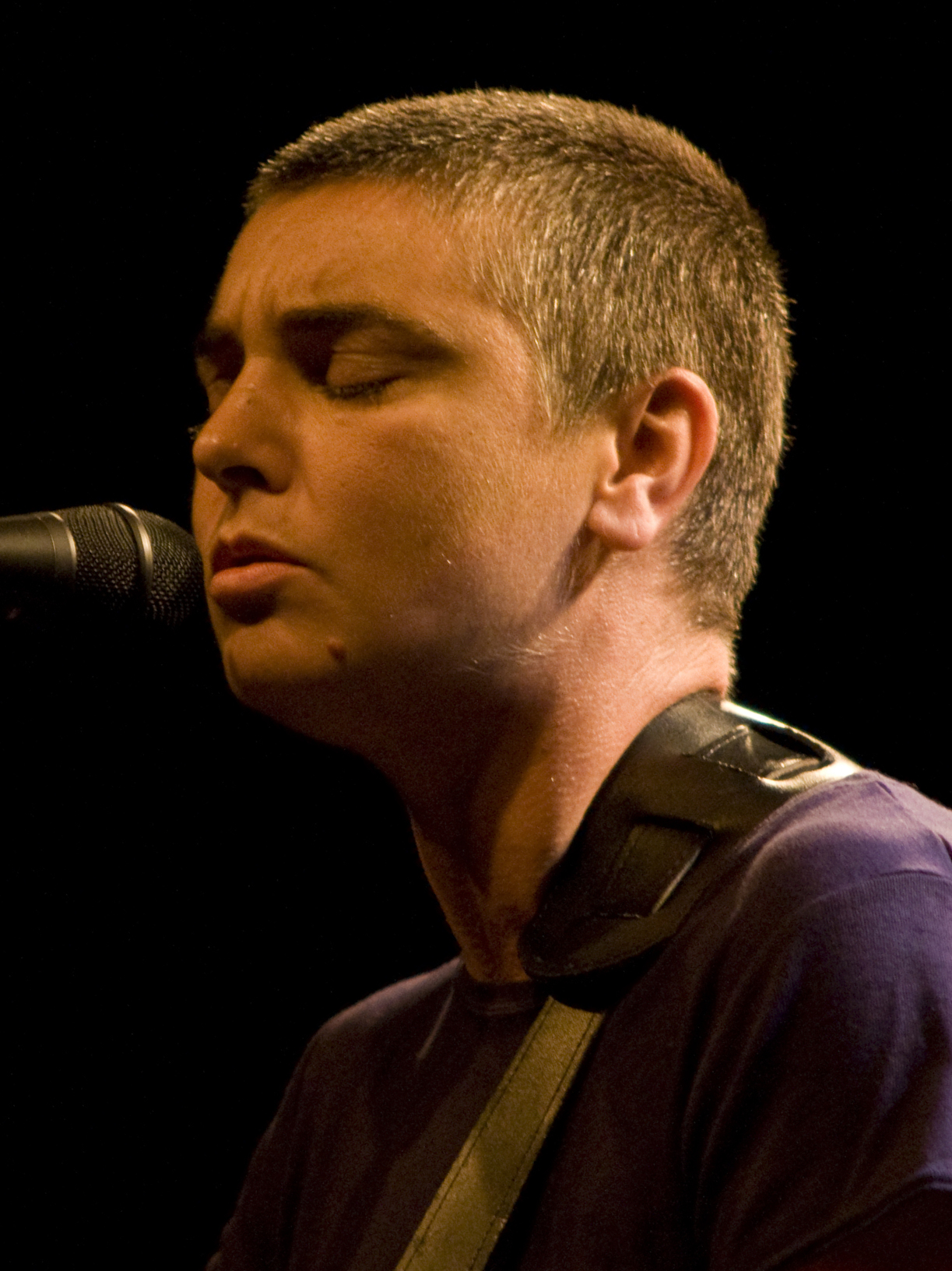
Sinéad O'Connor, vincitrice nel 1990.

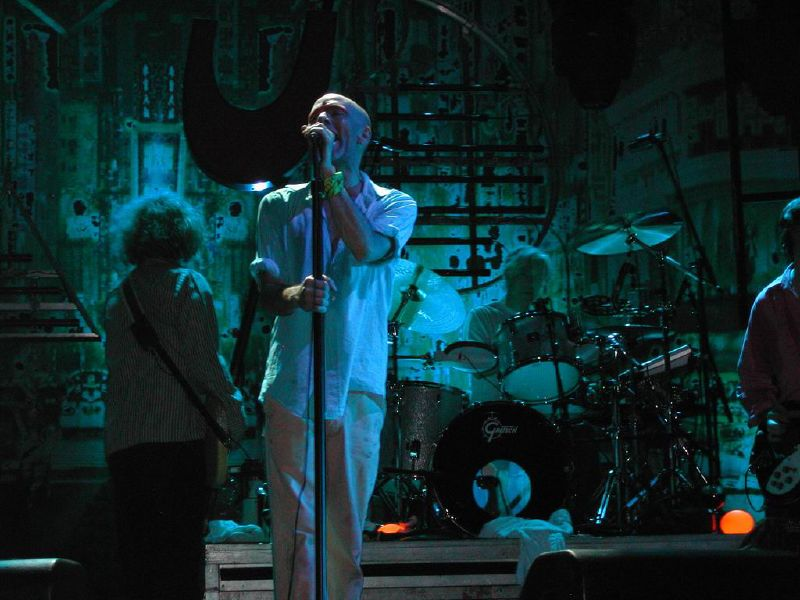
R.E.M., vincitori nel 1991.

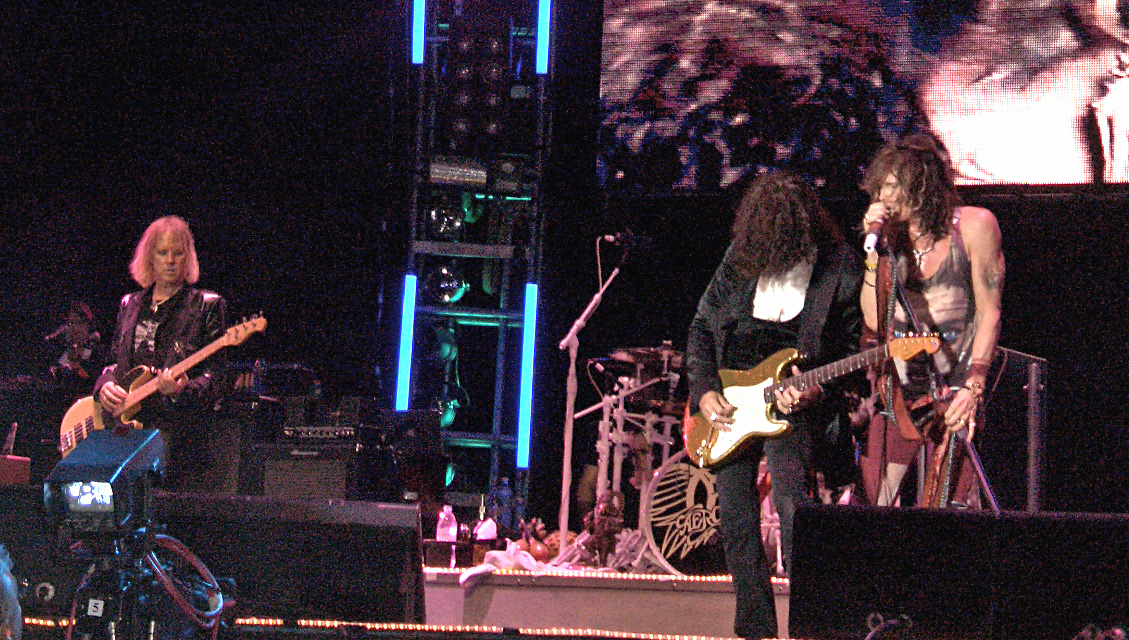
Aerosmith, vincitore nel 1994.

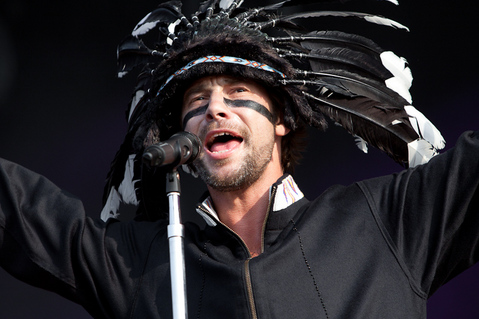
Jamiroquai, vincitore nel 1997.

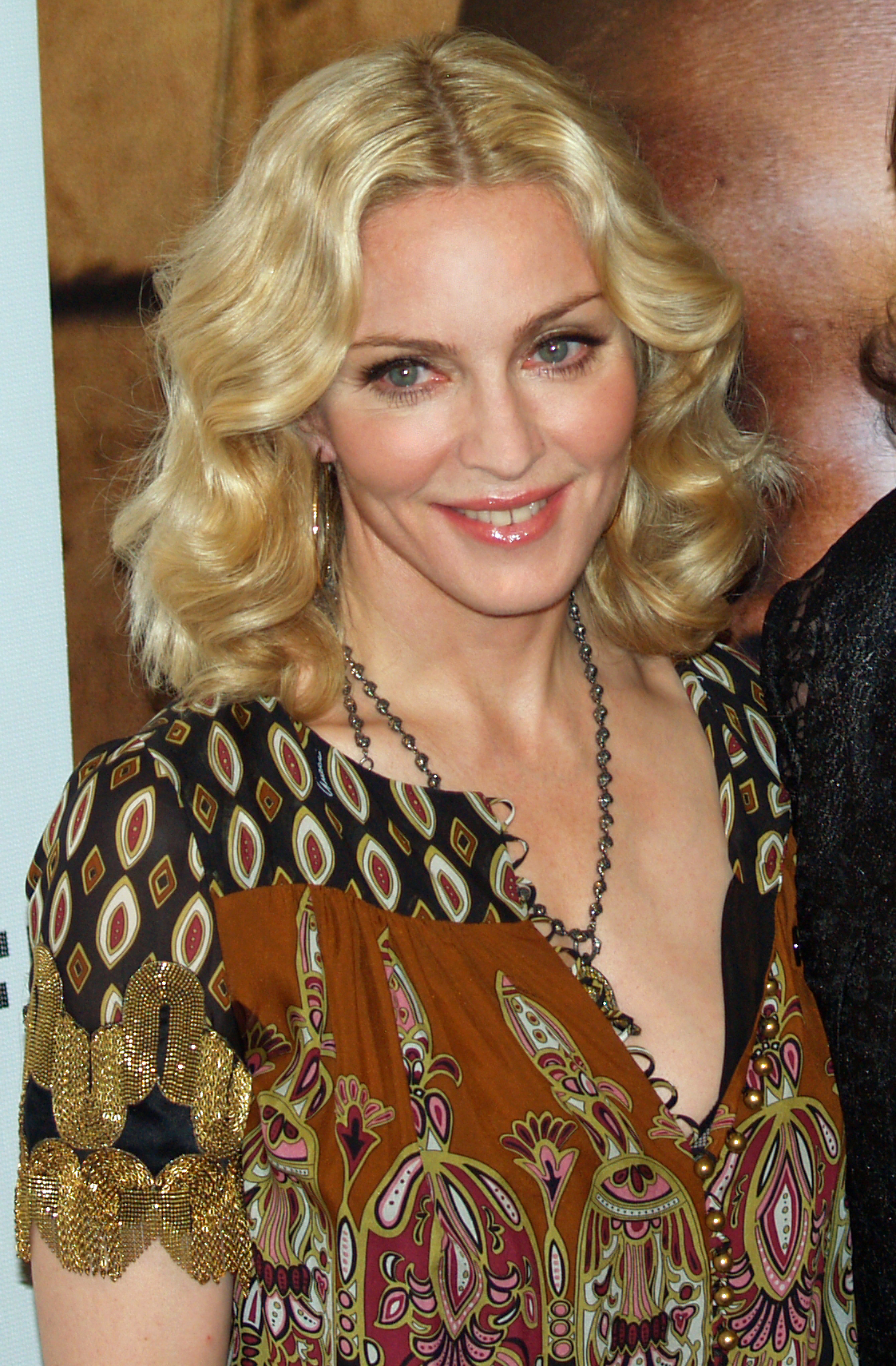
Madonna, vincitrice nel 1998.

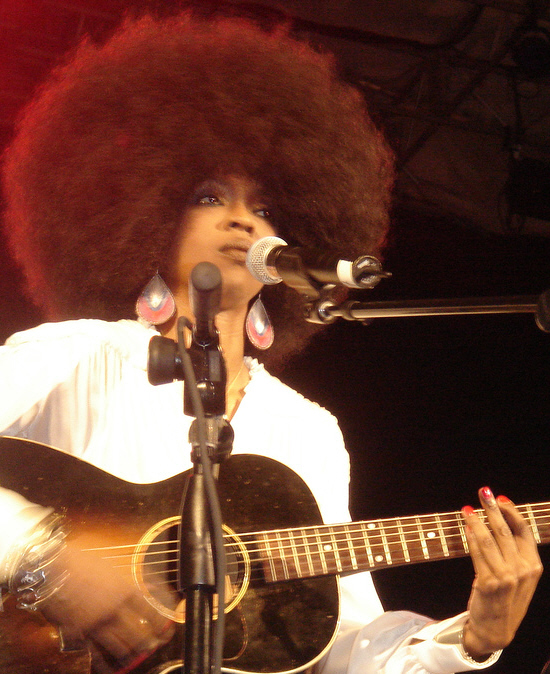
Lauryn Hill, vincitrice nel 1999.

  - Sinéad O'Connor - Nothing Compares 2 U
  - Aerosmith - Janie's Got a Gun
  - Don Henley - The End of the Innocence
  - Madonna - Vogue
- 1991[8]
  - R.E.M. - Losing My Religion
  - C+C Music Factory - Gonna Make You Sweat (Everybody Dance Now)
  - Deee-Lite - Groove Is in the Heart
  - Divinyls - I Touch Myself
  - Chris Isaak - Wicked Game (Concept)
  - Queensrÿche - Silent Lucidity
- 1992[9]
  - Van Halen - Right Now
  - Def Leppard - Let's Get Rocked
  - Nirvana - Smells Like Teen Spirit
  - Red Hot Chili Peppers - Under the Bridge
- 1993[10]
  - Pearl Jam - Jeremy
  - Aerosmith - Livin' on the Edge
  - En Vogue - Free Your Mind
  - Peter Gabriel - Digging in the Dirt
  - R.E.M. - Man on the Moon
- 1994[11]
  - Aerosmith - Cryin'
  - Beastie Boys - Sabotage
  - Nirvana - Heart-Shaped Box
  - R.E.M. - Everybody Hurts
- 1995[12]
  - TLC - Waterfalls
  - Green Day - Basket Case
  - Michael Jackson e Janet Jackson - Scream
  - Weezer - Buddy Holly
- 1996[13]
  - The Smashing Pumpkins - Tonight, Tonight
  - Bone Thugs-n-Harmony - Tha Crossroads
  - Foo Fighters - Big Me
  - Alanis Morissette - Ironic
- 1997[14]
  - Jamiroquai - Virtual Insanity
  - Beck - The New Pollution
  - Jewel - You Were Meant for Me
  - Nine Inch Nails - The Perfect Drug
  - No Doubt - Don't Speak
- 1998[15]
  - Madonna - Ray of Light
  - Brandy e Monica - The Boy Is Mine
  - Puff Daddy and the Family (featuring The LOX, Lil' Kim, The Notorious B.I.G. and Fuzzbubble) - It's All About the Benjamins (rock remix)
  - Will Smith - Gettin' Jiggy Wit It
  - The Verve - Bitter Sweet Symphony
- 1999[16]
  - Lauryn Hill - Doo Wop (That Thing)
  - Backstreet Boys - I Want It That Way
  - Korn - Freak on a Leash
  - Ricky Martin - Livin' la vida loca
  - Will Smith (featuring Dru Hill e Kool Moe Dee) - Wild Wild West

### Anni 2000
- 2000[17]
  - Eminem - The Real Slim Shady
  - Blink-182 - All the Small Things

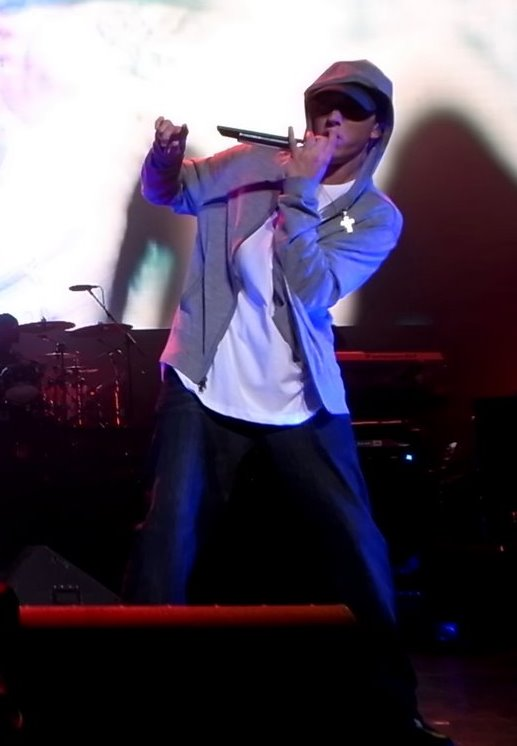
Eminem, vincitore nel 2000 e nel 2002.

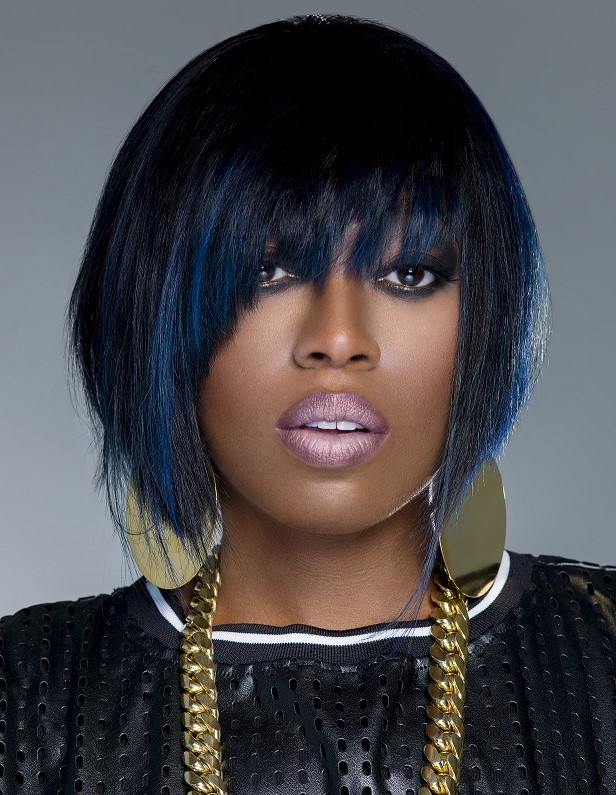
Missy Elliott, vincitore nel 2003.

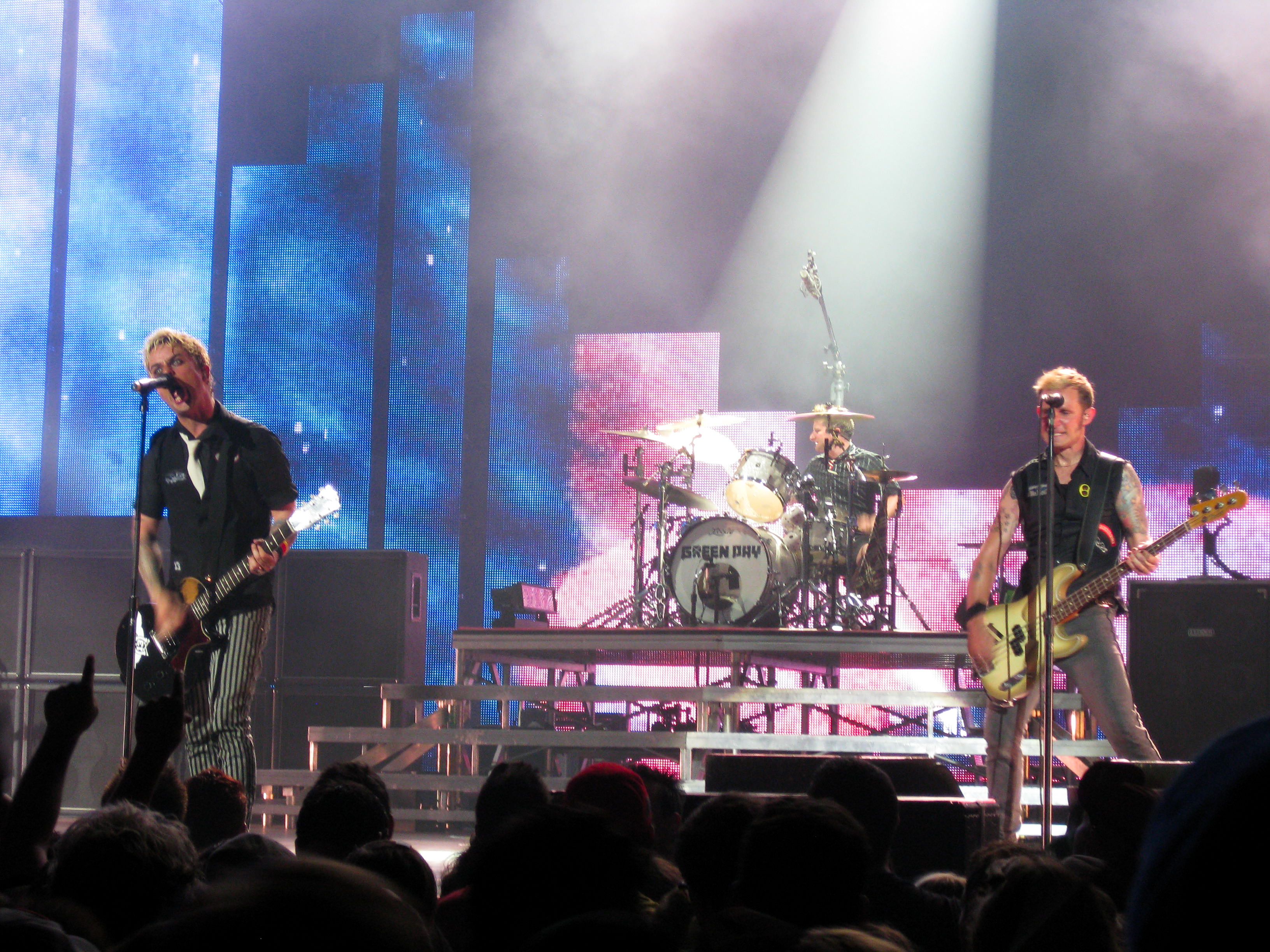
Green Day, vincitori nel 2005.

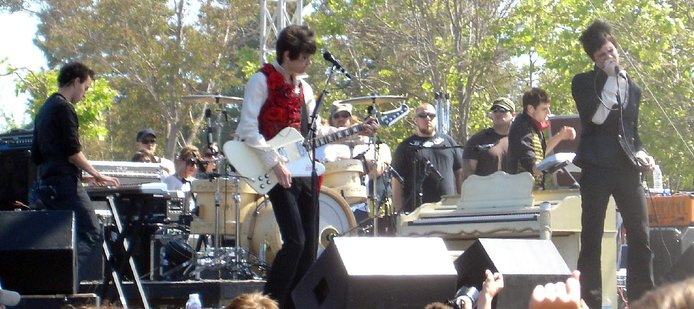
Panic! at the Disco, vincitori nel 2006.

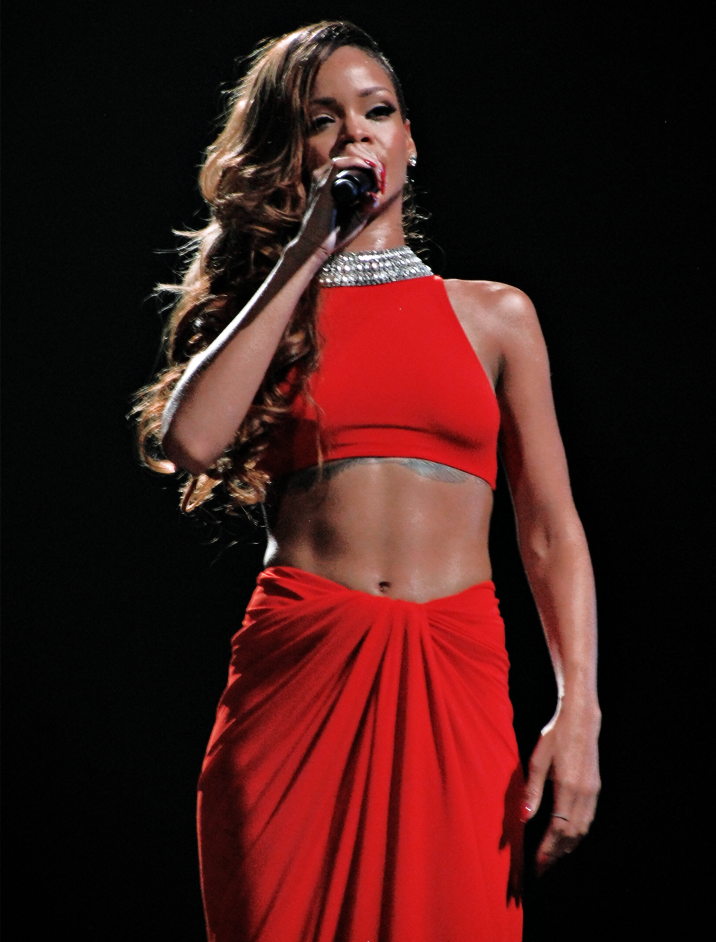
Rihanna, vincitrice nel 2007 e nel 2012.

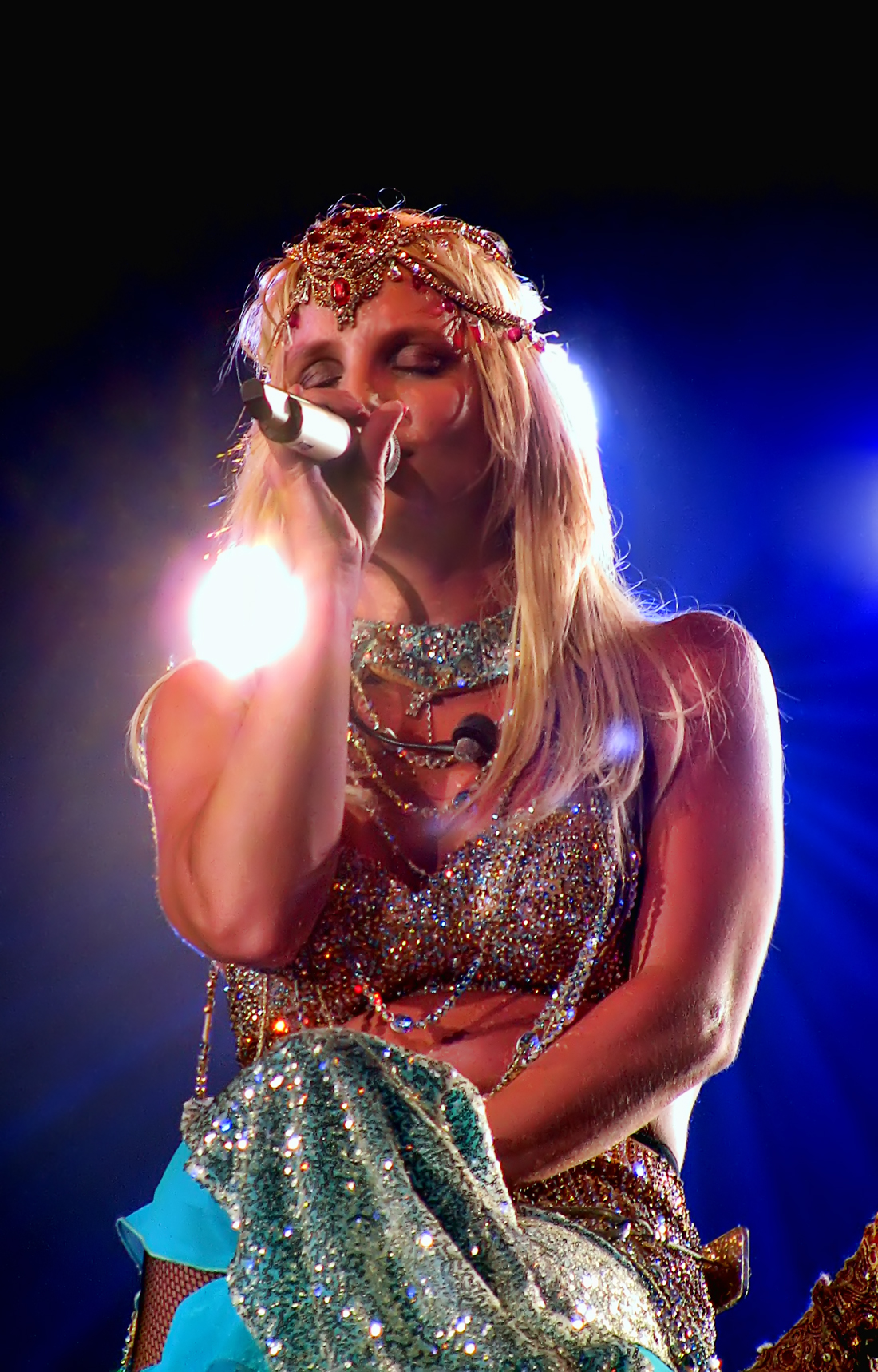
Britney Spears, vincitrice nel 2008.

  - D'Angelo - Untitled (How Does It Feel)
  - 'N Sync - Bye Bye Bye
  - Red Hot Chili Peppers - Californication
- 2001[18]
  - Christina Aguilera, Lil' Kim, Mýa e P!nk - Lady Marmalade
  - Missy Elliott - Get Ur Freak On
  - Eminem (featuring Dido) - Stan
  - Fatboy Slim - Weapon of Choice
  - Janet Jackson - All for You
  - U2 - Beautiful Day
- 2002[19]
  - Eminem - Without Me
  - Linkin Park - In the End
  - 'N Sync - Gone
  - Nas - One Mic
  - P.O.D. - Alive
  - The White Stripes - Fell in Love with a Girl
- 2003[20]
  - Missy Elliott - Work It
  - 50 Cent - In da Club
  - Johnny Cash - Hurt
  - Eminem - Lose Yourself
  - Justin Timberlake - Cry Me a River
- 2004[21]
  - OutKast - Hey Ya!
  - D12 - My Band
  - Jay-Z - 99 Problems
  - Britney Spears - Toxic
  - Usher (featuring Ludacris & Lil Jon) - Yeah!
- 2005[22]
  - Green Day - Boulevard of Broken Dreams
  - Coldplay - Speed of Sound
  - Snoop Dogg (featuring Pharrell) - Drop It like It's Hot
  - Gwen Stefani - Hollaback Girl
  - Kanye West - Jesus Walks
- 2006[23]
  - Panic! at the Disco - I Write Sins Not Tragedies
  - Christina Aguilera - Ain't No Other Man
  - Madonna - Hung Up
  - Red Hot Chili Peppers - Dani California
  - Shakira (featuring Wyclef Jean) - Hips Don't Lie
- 2007[24]
  - Rihanna (featuring Jay-Z) - Umbrella
  - Beyoncé - Irreplaceable
  - Justice - D.A.N.C.E.
  - Justin Timberlake - What Goes Around... Comes Around
  - Kanye West - Stronger
  - Amy Winehouse - Rehab
- 2008[25]
  - Britney Spears - Piece of Me
  - Chris Brown - Forever
  - Jonas Brothers - Burnin' Up
  - Pussycat Dolls - When I Grow Up
  - The Ting Tings - Shut Up and Let Me Go
- 2009[26]
  - Beyoncé - Single Ladies (Put a Ring on It)
  - Eminem - We Made You
  - Lady Gaga - Poker Face
  - Britney Spears - Womanizer
  - Kanye West - Love Lockdown

### Anni 2010
- 2010[27]
  - Lady Gaga - Bad Romance

Lady Gaga, vincitrice nel 2010.

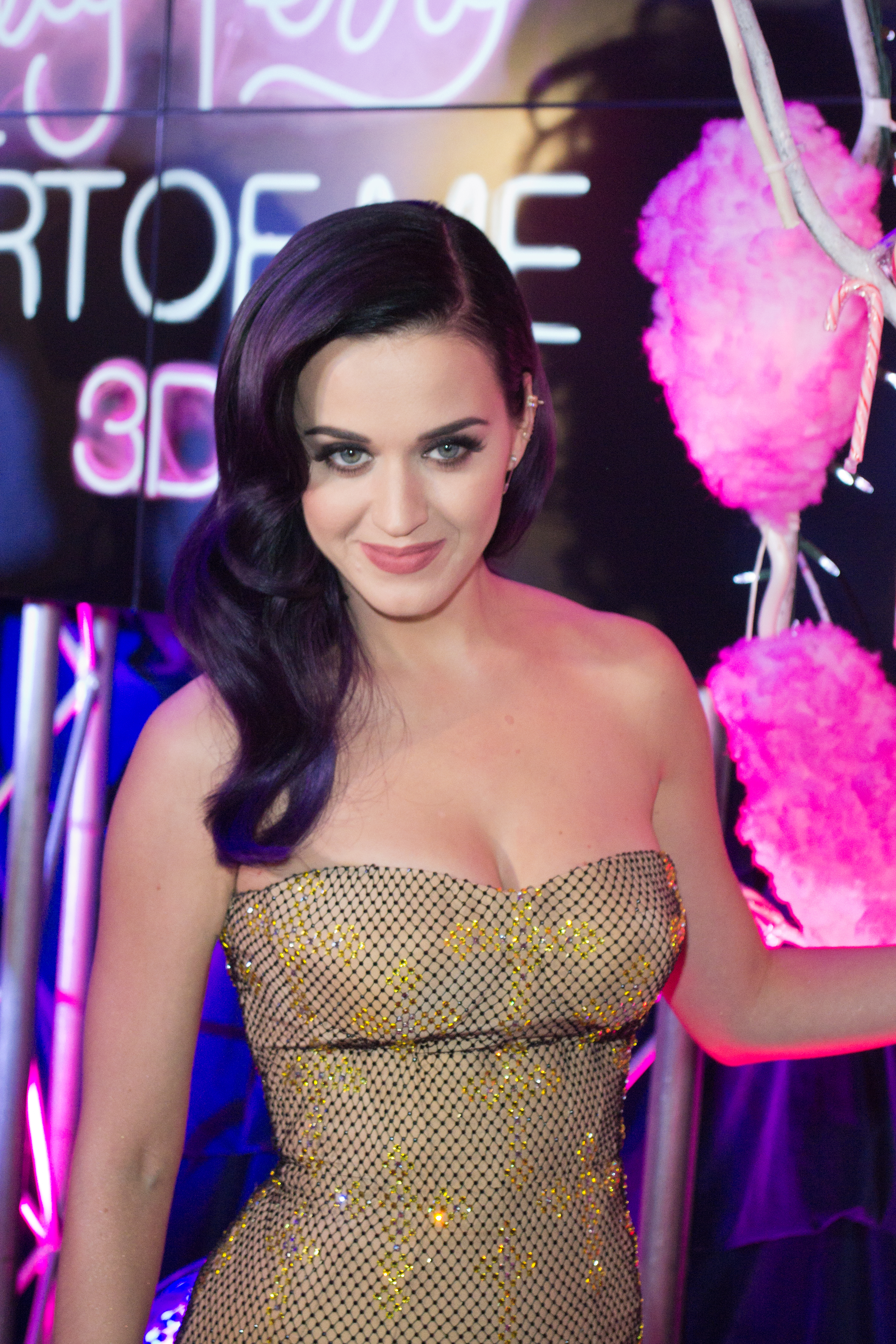
Katy Perry, vincitrice nel 2011.

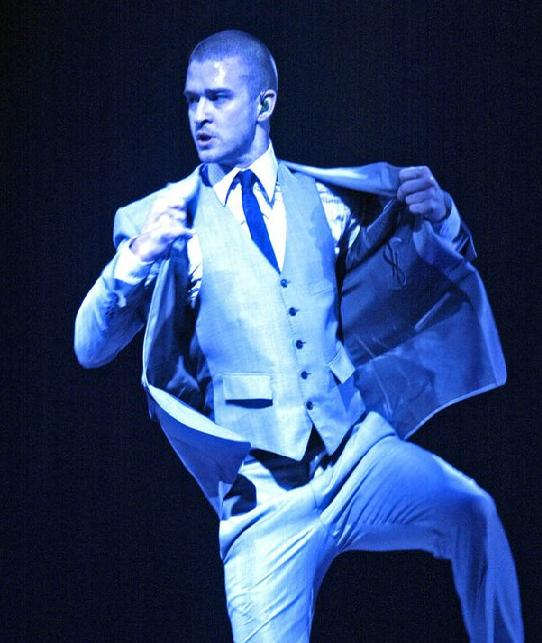
Justin Timberlake, vincitore nel 2013.

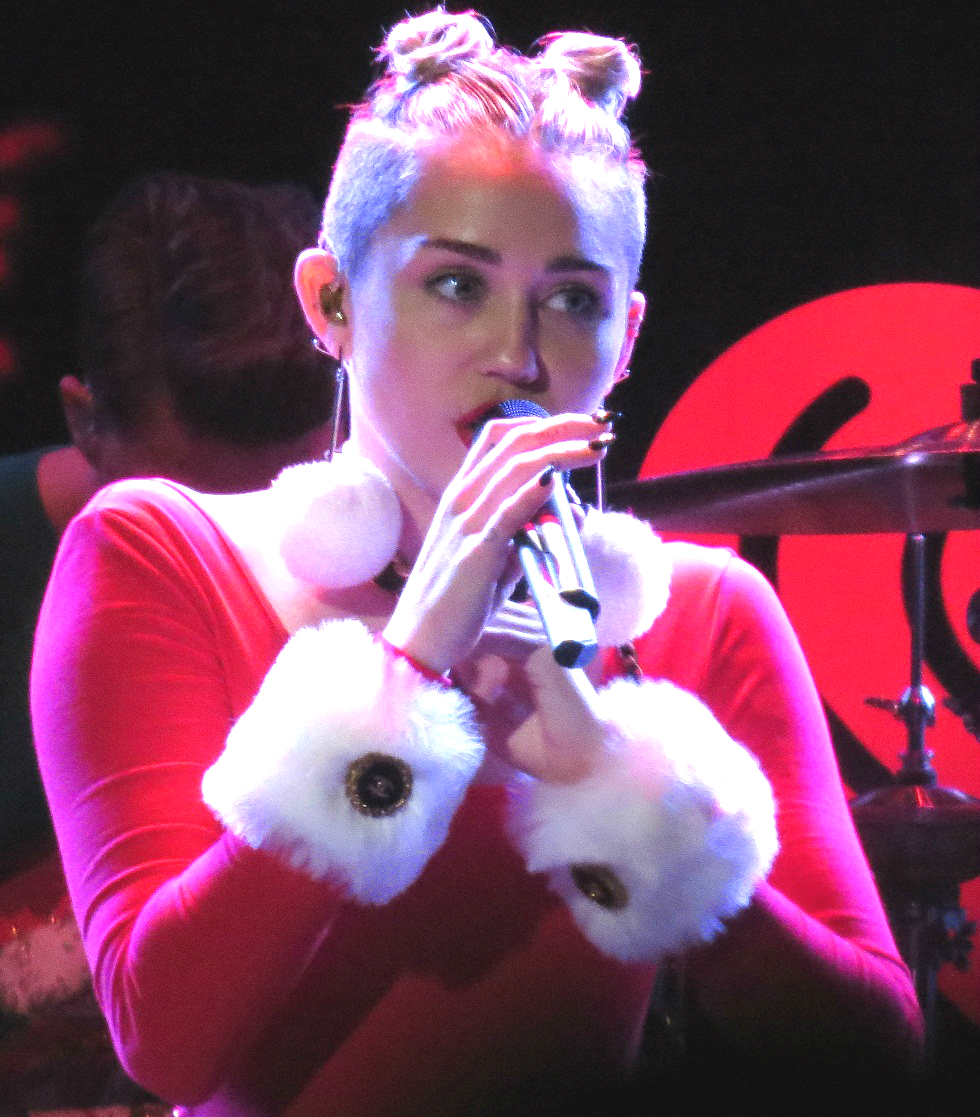
Miley Cyrus, vincitore nel 2014.

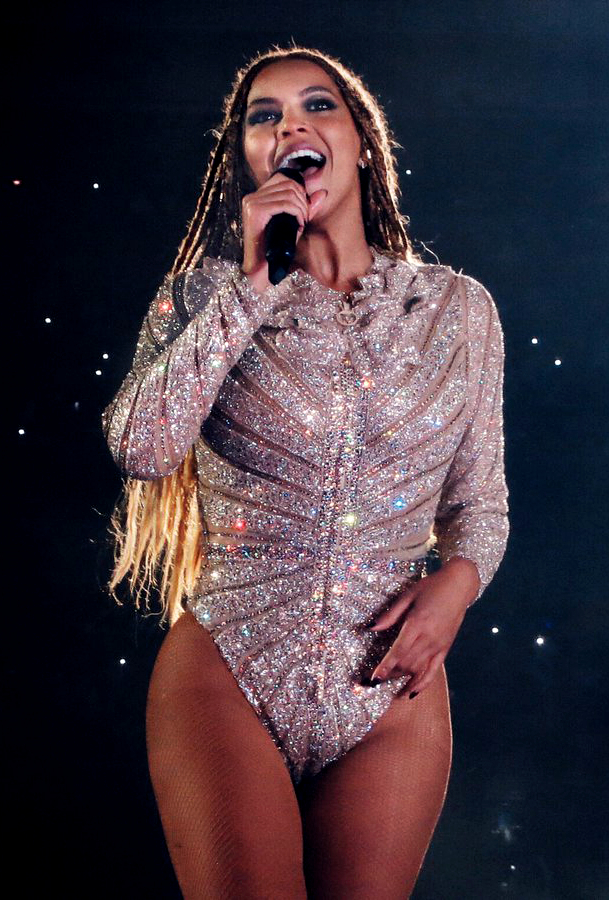
Beyoncè, vincitrice nel 2009 e nel 2016.

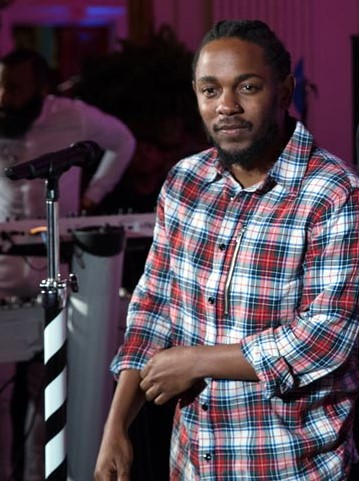
Kendrick Lamar, vincitore nel 2015 e nel 2017.

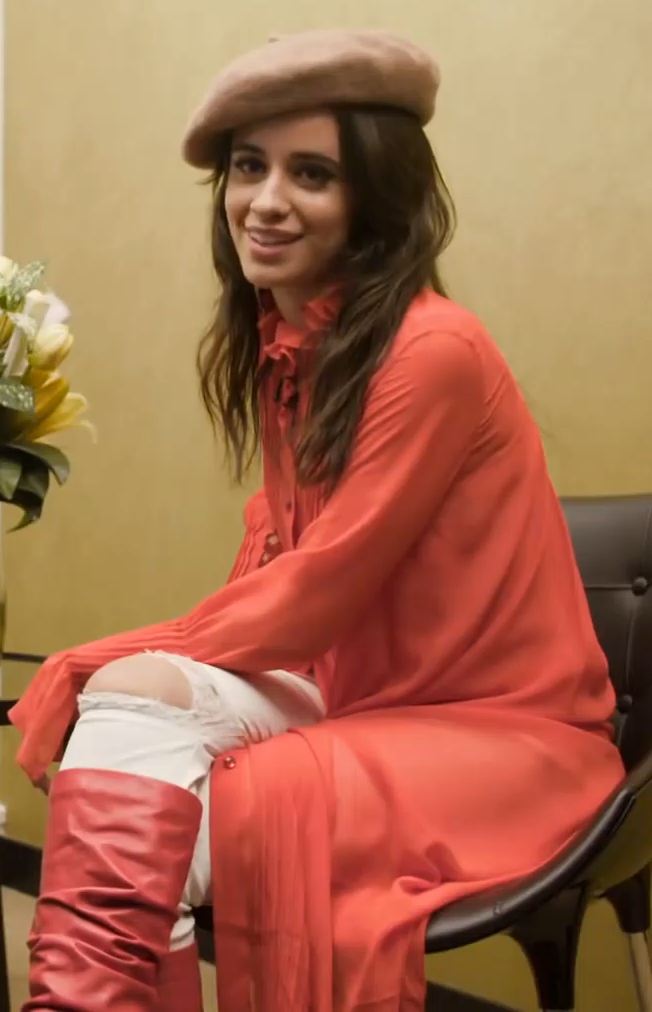
Camila Cabello, vincitrice nel 2018.

  - Thirty Seconds to Mars - Kings and Queens
  - B.o.B (featuring Hayley Williams) - Airplanes
  - Eminem - Not Afraid
  - Florence and the Machine - Dog Days Are Over
  - Lady Gaga (featuring Beyoncé) - Telephone
- 2011[28]
  - Katy Perry - Firework
  - Adele - Rolling in the Deep
  - Beastie Boys - Make Some Noise
  - Bruno Mars - Grenade
  - Tyler, the Creator - Yonkers
- 2012[29]
  - Rihanna (featuring Calvin Harris) - We Found Love
  - Drake (featuring Rihanna) - Take Care
  - Gotye (featuring Kimbra) - Somebody That I Used to Know
  - M.I.A. - Bad Girls
  - Katy Perry - Wide Awake
- 2013[30]
  - Justin Timberlake - Mirrors
  - Macklemore & Ryan Lewis (featuring Wanz) - Thrift Shop
  - Bruno Mars - Locked Out of Heaven
  - Taylor Swift - I Knew You Were Trouble
  - Robin Thicke (featuring T.I. e Pharrell) - Blurred Lines
- 2014[31]
  - Miley Cyrus - Wrecking Ball
  - Iggy Azalea (featuring Charli XCX) - Fancy
  - Beyoncé (featuring Jay-Z) - Drunk in Love
  - Pharrell Williams - Happy
  - Sia - Chandelier
- 2015[32]
  - Taylor Swift (featuring Kendrick Lamar) - Bad Blood
  - Beyoncé - 7/11
  - Kendrick Lamar - Alright
  - Mark Ronson (featuring Bruno Mars) - Uptown Funk
  - Ed Sheeran - Thinking Out Loud
- 2016[33]
  - Beyoncé - Formation
  - Adele - Hello
  - Justin Bieber - Sorry
  - Drake - Hotline Bling
  - Kanye West - Famous
- 2017[34]
  - Kendrick Lamar - HUMBLE.
  - Alessia Cara - Scars to Your Beautiful
  - DJ Khaled (featuring Rihanna e Bryson Tiller) - Wild Thoughts
  - Bruno Mars - 24K Magic
  - The Weeknd - Reminder
- 2018[35]
  - Camila Cabello (featuring Young Thug) - Havana
  - The Carters (Beyoncé e Jay-Z) - Apeshit
  - Drake - God's Plan
  - Childish Gambino - This Is America
  - Ariana Grande - No Tears Left to Cry
  - Bruno Mars (featuring Cardi B) - Finesse
- 2019[36][37]
  - Taylor Swift - You Need to Calm Down
  - 21 Savage (featuring J. Cole) - A Lot
  - Billie Eilish - bad guy
  - Ariana Grande - thank u, next
  - Jonas Brothers - Sucker
  - Lil Nas X (featuring Billy Ray Cyrus) - Old Town Road (Remix)

### Anni 2020
- 2020[38]
  - The Weeknd - Blinding Lights

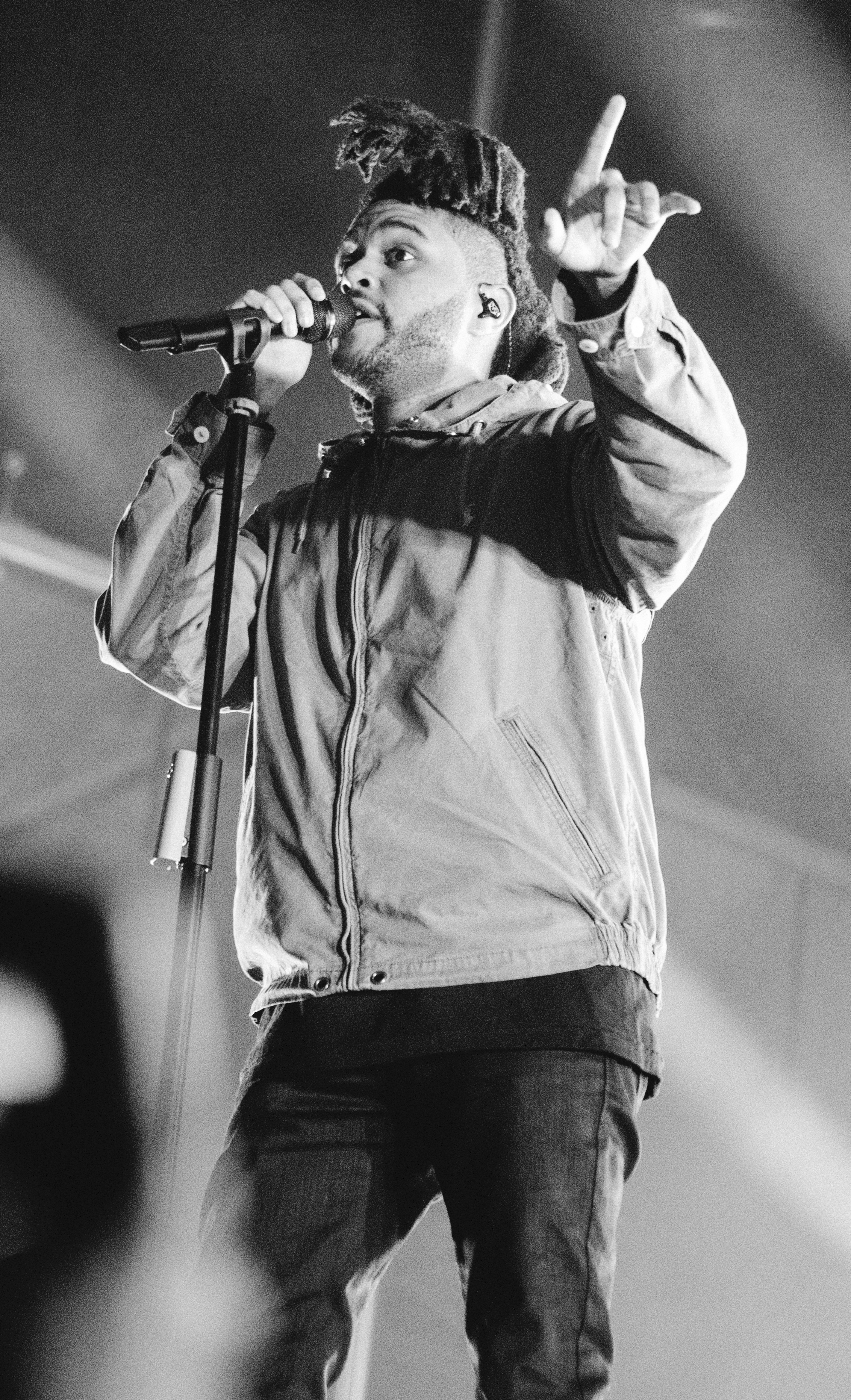
The Weeknd, vincitore del 2020.

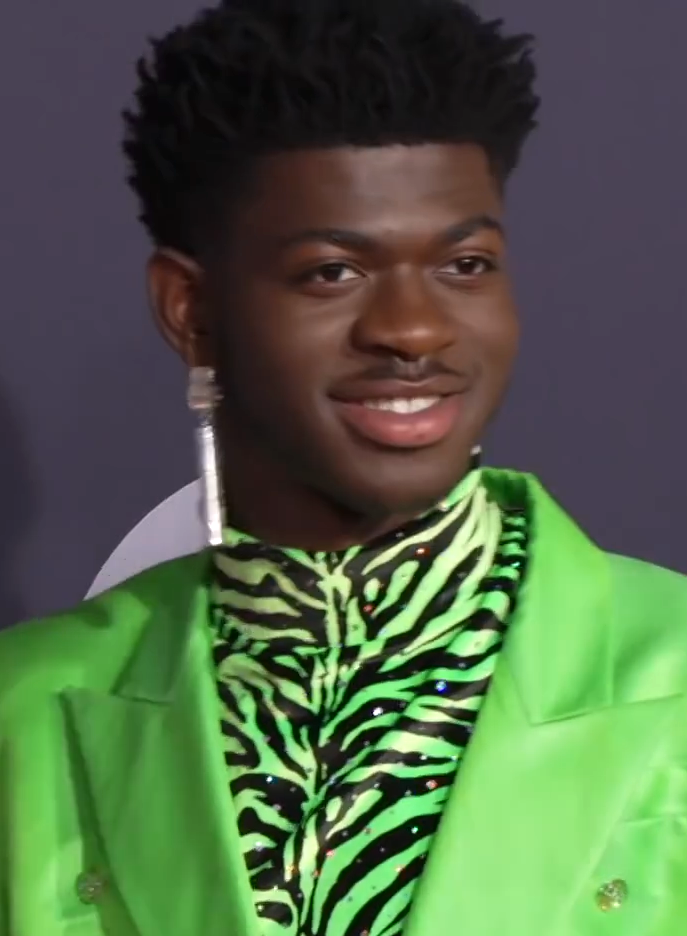
Lil Nas X, vincitore del 2021.

  - Billie Eilish - Everything I Wanted
  - Eminem (featuring Juice Wrld) - Godzilla
  - Future (featuring Drake) - Life Is Good
  - Lady Gaga & Ariana Grande - Rain on Me
  - Taylor Swift - The Man
- 2021[39]
  - Lil Nas X - Montero (Call Me by Your Name)
  - Cardi B (featuring Megan Thee Stallion) - WAP
  - DJ Khaled (featuring Drake) - Popstar
  - Doja Cat (featurin SZA) - Kiss Me More
  - Ed Sheeran - Bad Habits
  - The Weeknd - Save Your Tears
- 2022[40]
  - Taylor Swift - All Too Well (10 Minute Version) (Taylor's Version)
  - Doja Cat - Woman
  - Drake (featuring Future e Young Thug) - Way 2 Sexy
  - Ed Sheeran - Shivers
  - Harry Styles - As Is Was
  - Lil Nas X e Jack Harlow - Industry Baby
  - Olivia Rodrigo - Brutal
- 2023[41]
  - Taylor Swift - Anti-Hero
  - Doja Cat – Attention
  - Miley Cyrus – Flowers
  - Nicki Minaj – Super Freaky Girl
  - Olivia Rodrigo – Vampire
  - Sam Smith e Kim Petras – Unholy
  - SZA – Kill Bill
- 2024[42][43]
  - Taylor Swift featuring Post Malone – Fortnight
  - Ariana Grande – We Can't Be Friends (Wait for Your Love)
  - Billie Eilish – Lunch
  - Doja Cat – Paint the Town Red
  - Eminem – Houdini
  - SZA – Snooze

## Statistiche e record

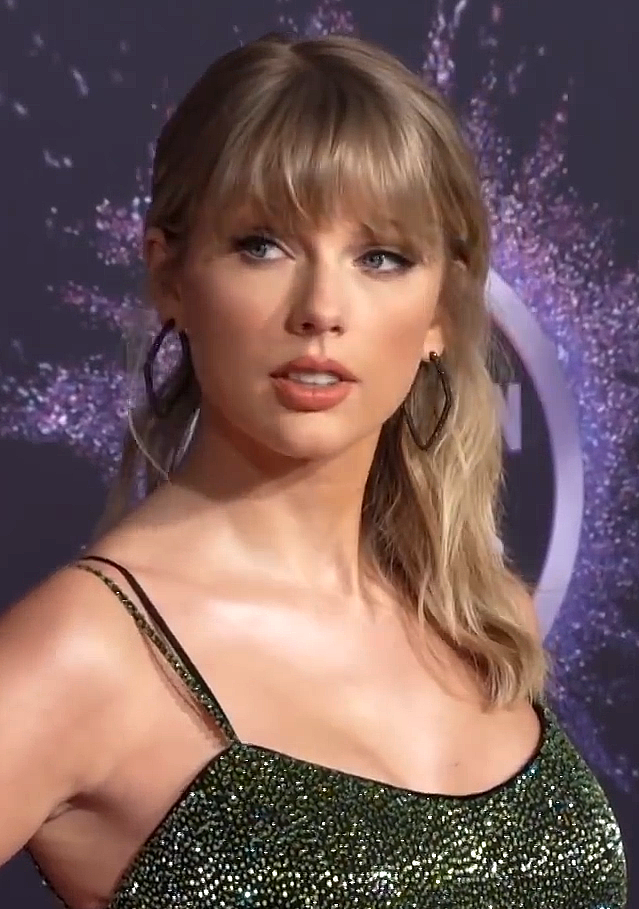
Taylor Swift, vincitrice nel 2015, 2019, 2022, 2023 e 2024; per un record di 5 volte.

### Artisti con il maggior numero di vittorie
| Artista        | Vittorie | Anni                     | Canzoni |
| -------------- | -------- | ------------------------ | --- |
| Taylor Swift   | 5        | 2015 2019 2022 2023 2024 | - Bad Blood (feat. Kendrick Lamar) - You Need to Calm Down - All Too Well (10 Minute Version) (Taylor's Version) - Anti-Hero - Fortnight (feat. Post Malone) |
| Beyoncé        | 2        | 2009 2016                | - Single Ladies (Put a Ring on It) - Formation |
| Eminem         | 2        | 2000 2002                | - The Real Slim Shady - Without Me |
| Kendrick Lamar | 2        | 2015 2017                | - Bad Blood (di Taylor Swift) - HUMBLE. |
| Rihanna        | 2        | 2007 2012                | - Umbrella (feat. Jay-Z) - We Found Love (feat. Calvin Harris)                                                                                               |

### Artisti con il maggior numero di candidature
| Artista           | Candidature |
| ----------------- | ----------- |
| Eminem            | 9           |
| Beyoncé           | 7           |
| Taylor Swift      | 7           |
| Drake             | 6           |
| Bruno Mars        | 5           |
| Justin Timberlake | 5           |
| Ariana Grande     | 4           |
| Doja Cat          | 4           |
| Jay-Z             | 4           |
| Kanye West        | 4           |
| Lady Gaga         | 4           |
| Madonna           | 4           |
| Rihanna           | 4           |
| U2                | 4           |

### Fonti
1. ↑   MTV Video Music Awards 1984, su mtv.com, MTV. URL consultato il 23 luglio 2012 (archiviato dall'url originale il 5 settembre 2008).
2. ↑   MTV Video Music Awards 1985, su mtv.com, MTV. URL consultato il 23 luglio 2012 (archiviato dall'url originale l'8 aprile 2016).
3. ↑   MTV Video Music Awards 1986, su mtv.com, MTV. URL consultato il 23 luglio 2012 (archiviato dall'url originale il 22 giugno 2012).
4. ↑   MTV Video Music Awards 1987, su mtv.com, MTV. URL consultato il 23 luglio 2012 (archiviato dall'url originale il 23 giugno 2012).
5. ↑   MTV Video Music Awards 1988, su mtv.com, MTV. URL consultato il 23 luglio 2012 (archiviato dall'url originale l'8 marzo 2010).
6. ↑   MTV Video Music Awards 1989, su mtv.com, MTV. URL consultato il 23 luglio 2012 (archiviato dall'url originale il 22 settembre 2011).
7. ↑   MTV Video Music Awards 1990, su mtv.com, MTV. URL consultato il 23 luglio 2012 (archiviato dall'url originale il 19 febbraio 2017).
8. ↑   MTV Video Music Awards 1991, su mtv.com, MTV. URL consultato il 23 luglio 2012 (archiviato dall'url originale il 19 febbraio 2017).
9. ↑   MTV Video Music Awards 1992, su mtv.com, MTV. URL consultato il 23 luglio 2012 (archiviato dall'url originale il 24 ottobre 2012).
10. ↑   MTV Video Music Awards 1993, su mtv.com, MTV. URL consultato il 23 luglio 2012 (archiviato dall'url originale il 29 giugno 2011).
11. ↑   MTV Video Music Awards 1994, su mtv.com, MTV. URL consultato il 23 luglio 2012 (archiviato dall'url originale il 4 maggio 2015).
12. ↑   MTV Video Music Awards 1995, su mtv.com, MTV. URL consultato il 23 luglio 2012 (archiviato dall'url originale il 10 maggio 2016).
13. ↑   MTV Video Music Awards 1996, su mtv.com, MTV. URL consultato il 23 luglio 2012 (archiviato dall'url originale il 29 agosto 2008).
14. ↑   MTV Video Music Awards 1997, su mtv.com, MTV. URL consultato il 23 luglio 2012 (archiviato dall'url originale il 25 luglio 2010).
15. ↑   MTV Video Music Awards 1998, su mtv.com, MTV. URL consultato il 23 luglio 2012 (archiviato dall'url originale il 29 gennaio 2013).
16. ↑   MTV Video Music Awards 1999, su mtv.com, MTV. URL consultato il 23 luglio 2012 (archiviato dall'url originale il 28 agosto 2008).
17. ↑   MTV Video Music Awards 2000, su mtv.com, MTV. URL consultato il 23 luglio 2012 (archiviato dall'url originale il 28 agosto 2008).
18. ↑   MTV Video Music Awards 2001, su mtv.com, MTV. URL consultato il 23 luglio 2012 (archiviato dall'url originale il 28 agosto 2008).
19. ↑   MTV Video Music Awards 2002, su mtv.com, MTV. URL consultato il 23 luglio 2012 (archiviato dall'url originale il 28 agosto 2008).
20. ↑   MTV Video Music Awards 2003, su mtv.com, MTV. URL consultato il 23 luglio 2012 (archiviato dall'url originale il 28 agosto 2008).
21. ↑   MTV Video Music Awards 2004, su mtv.com, MTV. URL consultato il 23 luglio 2012 (archiviato dall'url originale il 25 luglio 2010).
22. ↑   MTV Video Music Awards 2005, su mtv.com, MTV. URL consultato il 23 luglio 2012 (archiviato dall'url originale il 28 agosto 2008).
23. ↑   MTV Video Music Awards 2006, su mtv.com, MTV. URL consultato il 23 luglio 2012 (archiviato dall'url originale il 19 agosto 2013).
24. ↑   MTV Video Music Awards 2007, su mtv.com, MTV. URL consultato il 23 luglio 2012 (archiviato dall'url originale il 10 settembre 2008).
25. ↑   MTV Video Music Awards 2008, su mtv.com, MTV. URL consultato il 23 luglio 2012 (archiviato dall'url originale il 10 settembre 2008).
26. ↑   MTV Video Music Awards 2009, su mtv.com, MTV. URL consultato il 23 luglio 2012 (archiviato dall'url originale il 12 febbraio 2015).
27. ↑   MTV Video Music Awards 2010, su mtv.com, MTV. URL consultato il 23 luglio 2012 (archiviato dall'url originale il 5 febbraio 2015).
28. ↑   MTV Video Music Awards 2011, su mtv.com, MTV. URL consultato il 23 luglio 2012 (archiviato dall'url originale il 3 febbraio 2015).
29. ↑   Gil Kaufman, Rihanna Wins VMA Video Of The Year For 'We Found Love', su mtv.com, MTV News. Viacom, 6 settembre 2012. URL consultato il 12 settembre 2012 (archiviato dall'url originale il 22 ottobre 2012).
30. ↑   Vincitori MTV Video Music Awards 2013, su rnbjunk.com, 26 agosto 2013. URL consultato il 26 agosto 2013 (archiviato dall'url originale il 28 agosto 2013).
31. ↑   MTV Video Music Awards 2014 - I Vincitori, su rnbjunk.com. URL consultato il 25 agosto 2014 (archiviato dall'url originale il 9 dicembre 2014).
32. ↑   MTV VMA 2015: il red carpet e tutti i vincitori, su vogue.it, Vogue Italia. URL consultato il 31 agosto 2015.
33. ↑   MTV VMAs 2016: fra Britney, RiRi e la regina Beyoncé, su vanityfair.it, Vogue Italia. URL consultato il 29 agosto 2016.
34. ↑   MTV VMA 2017: tutti i vincitori, su news.mtv.it, MTV Italia. URL consultato il 28 agosto 2017.
35. ↑   MTV VMA 2018: tutti i vincitori, su news.mtv.it, MTV News, 21 agosto 2018. URL consultato il 21 agosto 2018.
36. ↑   Cecilia Uzzo, MTV Video Music Awards 2019: tutti i vincitori, su GQ Italia, 27 agosto 2019. URL consultato il 13 settembre 2024.
37. ↑   Ariana Grande & Taylor Swift Lead 2019 MTV VMA Nominations: See Full List, su billboard.com, Billboard, 23 luglio 2019. URL consultato il 23 luglio 2019.
38. ↑  (EN) Denise Warner, Here Are All the Winners From the 2020 MTV VMAs, su Billboard, 30 agosto 2020. URL consultato il 31 agosto 2020.
39. ↑  (EN) Allison Hussey, MTV VMAs 2021 Winners: See the Full List Here, su Pitchfork, 12 settembre 2021. URL consultato il 25 ottobre 2021.
40. ↑  (EN) Katie Atkinson, 2022 MTV VMAs Winners: Complete List, su Billboard, 28 agosto 2022. URL consultato il 13 settembre 2024.
41. ↑  (EN) Katie Atkinson, Here Are the 2023 MTV VMAs Winners: Full List, su Billboard, 12 settembre 2023. URL consultato il 9 agosto 2024.
42. ↑   MTV VMAs 2024, tutti i vincitori. FOTO, su tg24.sky.it, 12 settembre 2024. URL consultato il 12 settembre 2024.
43. ↑   Mario Manca, Mtv VMA Awards 2024: tutti i vincitori (e Taylor Swift entra nella storia), su Vanity Fair Italia, 12 settembre 2024. URL consultato il 12 settembre 2024.